# Condat (Cantal)
Condat é uma comuna francesa na região administrativa de Auvérnia-Ródano-Alpes, no departamento de Cantal. Estende-se por uma área de 40,71 km². Em 2010 a comuna tinha 1 016 habitantes (densidade: 25 hab./km²).